# Doença de Batten
A doença de Batten (também conhecida como doença Spielmeyer-Vogt-Sjögren-Batten) é uma doença genética rara, fatal, incurável e sem tratamento eficiente até o ano de 2015, autossômica recessiva neurodegenerativa os primeiros sintomas aparecem na infância, permitindo uma sobrevida de aproximadamente 5 anos. É a forma mais comum de um grupo de distúrbios chamados ceroidolipofuscinose neuronal (ou LCN).
Os primeiros sintomas são descordenação motora, retrocesso cognitivo, estrabismo e constipação intestinal crônica. Em estágio avançado a criança dificilmente fala, não reconhece parentes e não se locomove, mantendo a maior parte do tempo uma feição característica de língua para fora da boca.
Embora a doença de Batten seja geralmente considerada como a forma juvenil de NCL (ou "Tipo 3"), alguns médicos usam o termo doença de Batten para descrever todas as formas de NCL. Historicamente, os NCLs foram classificados por idade de início da doença como infantil NCL (INCL), NCL no final da infância (LINCL), NCL juvenil (JNCL) ou NCL adulto (ANCL).
Pelo menos vinte genes foram identificados em associação com a doença de Batten, mas NCL juvenil, a forma mais prevalente da doença de Batten, tem sido associada a mutações no gene CLN3.

## História

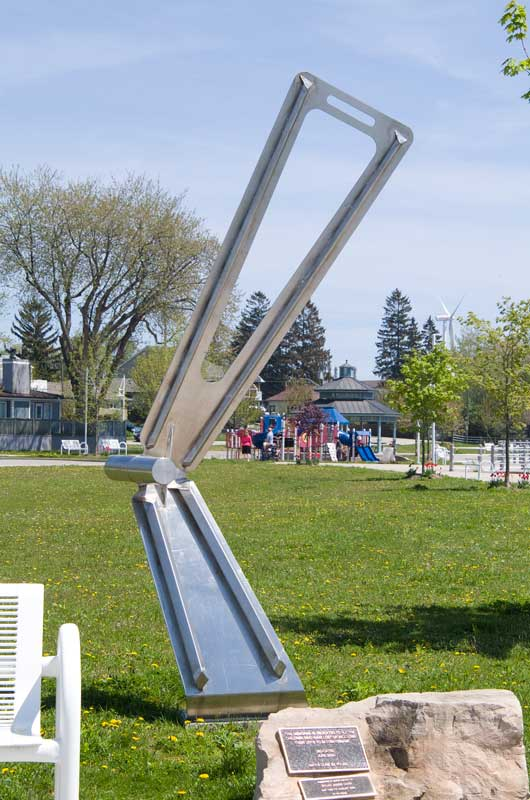

A doença de Batten recebe seu nome do pediatra e neurologista britânico Frederick Batten (1865 – 1918) que a descreveu pela primeira vez em 1903. Também conhecida como doença de Spielmeyer-Vogt-Sjogren-Batten, é a forma mais comum de um grupo de transtornos chamados lipofuscinoses ceróides neuronais (em inglês: neuronal ceroid lipofuscinosis - NCL). Ainda que a doença de Batten considera-se geralmente como a forma juvenil de NCL, alguns médicos costumam utilizar o termo de doença de Batten para descrever todas as formas de ceroidolipofuscinoses.